# República d'Alexandria
La República d'Alexandria fou un estat musulmà que va existir a la ciutat d'Alexandria (Egipte) del 816 al 827.
La rebel·lió cordovesa del 812 contra Al-Hàkam I fou derrotada i els musulmans del barri d'Al-Barad foren expulsats de Còrdova; alguns es van establir al Maroc, però uns deu mil d'ells, juntament amb mariners del litoral andalús es van dedicar a la pirateria especialment al Mediterrani central i oriental.
El 816 es van apoderar d'Alexandria amb el suport de la població local i es va proclamar la República sota la direcció de Umar ben Hafs ben Shuayb ben Isa al-Ghaliz (el gros). Van fer algunes incursions, entre elles una a Creta.
El 827 Abd-Al·lah ibn Tàhir, governador enviat a Egipte pel califa Mamun va assetjar la ciutat (maig) que va haver de capitular (juny). Els assetjats van obtenir l'aman i van poder sortir de la ciutat sans i estalvis amb la condició de no emportar-se cap esclau ni cap egipci i de no entrar en cap país musulmà. Els expulsats es van dirigir a Creta i la van conquerir el mateix 827 o al 828 i van establir l'Emirat de Creta.